# Gigmoto
Gigmoto is een gemeente in de Filipijnse provincie Catanduanes op het gelijknamige eiland. Bij de laatste census in 2007 had de gemeente bijna 8 duizend inwoners.

## Geografie

### Bestuurlijke indeling
Gigmoto is onderverdeeld in de volgende 9 barangays:
| - Biong - Dororian - Poblacion District I - Poblacion District II - Poblacion District III - San Pedro - San Vicente - Sicmil - Sioron |

## Demografie
Gigmoto had bij de census van 2007 een inwoneraantal van 7.569 mensen. Dit zijn 514 mensen (7,3%) meer dan bij de vorige census van 2000. De gemiddelde jaarlijkse groei komt daarmee uit op 0,97%, hetgeen lager is dan het landelijk jaarlijks gemiddelde over deze periode (2,04%). Vergeleken met de census van 1995 is het aantal mensen met 833 (12,4%) toegenomen.

De bevolkingsdichtheid van Gigmoto was ten tijde van de laatste census, met 7.569 inwoners op 181,82 km², 41,6 mensen per km².

## Geboren in Gigmoto
- Francisco Tatad (4 oktober 1939), politicus.